# Hugo Kanter

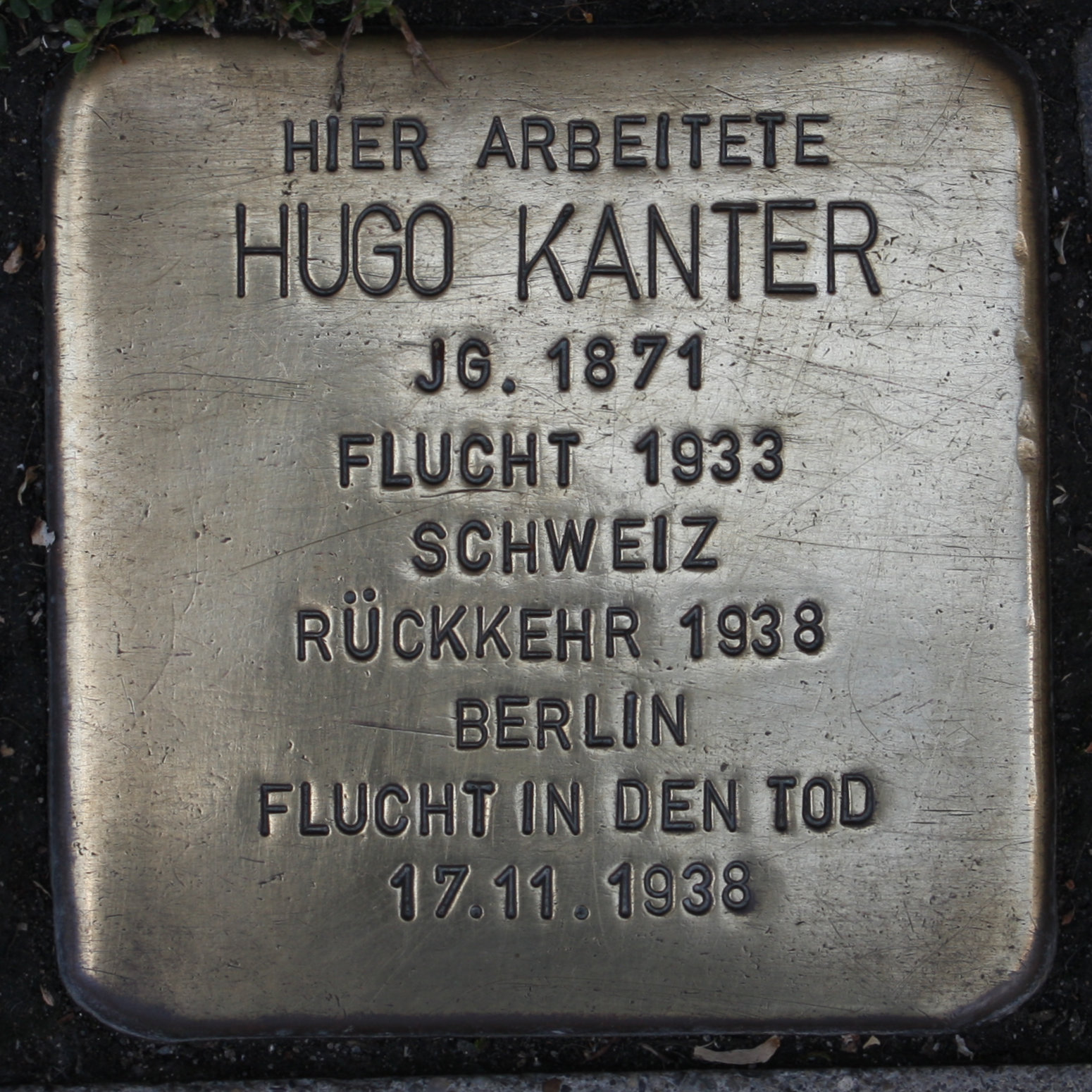
Stolperstein für Hugo Kanter in der Brabandtstraße in Braunschweig

Hugo Kanter (geboren am 27. September 1871 in Breslau; gestorben am 17. November 1938 in Berlin) war ein deutscher Hochschullehrer, von 1924 bis 1933 Syndikus der Industrie- und Handelskammer Braunschweig und Abgeordneter des Braunschweigischen Landtags.

## Leben
Hugo Kanter wurde 1871 in Breslau geboren. Er stammte aus einer jüdischen Großkaufmannsfamilie. Er schloss das Gymnasium in Breslau ab und studierte anschließend Wirtschafts-, Rechts- und Staatswissenschaften an den Universitäten Breslau, München, Freiburg, Heidelberg, Berlin und Frankfurt am Main. Er wurde 1901 an der Universität Heidelberg mit der Dissertation Die Entwicklung des Handels mit gebrauchsfertigen Waren von der Mitte des 18. Jahrhunderts bis 1866 zum Dr. phil. promoviert. Kanter war von 1897 bis 1902 für den Verein der Deutschen Textilveredelungsindustrie in Düsseldorf tätig.

### Tätigkeit in Braunschweig
Im Jahr 1902 ließ er sich in Braunschweig nieder, wo er zunächst als Assistent und nachfolgend als volkswirtschaftlicher Beirat der Industrie- und Handelskammer (IHK) Braunschweig in der Brabandtstraße 11 arbeitete. Von 1924 bis 1933 war er Syndikus der IHK. Kanter hielt ab 1908 Vorlesungen über kaufmännisches und gewerbliches Verrechnungswesen an der Technischen Hochschule Braunschweig. Er wurde 1923 zum außerordentlichen Professor für Privatwirtschaftslehre ernannt.
Während des Ersten Weltkriegs war er mit Aufgaben der Kriegswirtschaftsorganisation betraut. Er übernahm 1916 die Leitung der Gemüsekonserven-Kriegsgesellschaft zu Braunschweig m.b.H. Nach Kriegsende wurde er 1919 Geschäftsführer und Vorstandsmitglied des Vereins Deutscher Konservenfabrikanten Braunschweig. Nach Kriegsende gehörte Kanter, der der liberalen Deutschen Demokratischen Partei nahestand, in der ersten Wahlperiode (1918–1920) dem Braunschweigischen Landtag als Abgeordneter an.
Kanter wohnte in Braunschweig in der Lützowstraße 1.

### Zeit des Nationalsozialismus
Bereits zur Zeit der Weimarer Republik hatte Kanter seine Ablehnung der wirtschaftlichen Ideen der Nationalsozialisten in mehreren Aufsätzen zum Ausdruck gebracht. Nach der Machtergreifung musste er sein Amt bei der Handelskammer am 28. März 1933 niederlegen. Der Lehrauftrag an der TH Braunschweig wurde ihm 1933 entzogen, weil er Jude war. Die regimetreue Braunschweiger Tageszeitung kommentierte dies am 31. März 1933 wie folgt:

„Wir sehen diesen Juden mit ganz besonderer Freude aus seinen Ämtern scheiden, verbindet uns doch mit ihm eine jahrelange, von beiden Seiten unnachgiebige und bewusste Feindschaft.“

Am 10. Mai 1933 fand vor dem Braunschweiger Schloss eine Bücherverbrennung statt, bei der auch die Werke dreier Braunschweiger Professoren, Helmut von Bracken, August Riekel und Hugo Kanter, in die Flammen geworfen wurden.
Der durch die Amtsenthebung in eine tiefe Depression gestürzte Kanter emigrierte zunächst in die Schweiz, kehrte jedoch nach Deutschland zurück. Er wohnte zuletzt in Berlin, wo er seinem Leben wenige Tage nach den Novemberpogromen 1938 ein Ende setzte.

### Familie
Hugo Kanter war verheiratet mit der Protestantin Marianne geb. Schultz (gest. 2. November 1981). Er war kein praktizierender Jude, sondern „nichtarischer Christ“ protestantischen Glaubens. Die Ehe blieb kinderlos.

## Schriften (Auswahl)
- Kaufmännische Berufskunde. Dr. Serger & Hempel, 1928.